# Nykanor Dejneha
Nykanor Mykoła Dejneha MSU (ukr. Никанор Дейнега, ur. 8 grudnia 1907 w Świstelnikach, zm. 8 listopada 1982) – ukraiński duchowny ukraińskokatolicki, studyta, biskup pomocniczy archidiecezji lwowsko-halicko-kamienieckiej obrządku bizantyńsko-ukraińskiego.

## Życiorys
16 czerwca 1935 złożył pierwsze śluby, a 15 lipca 1938 śluby wieczyste w Zakonie Ustawu św. Teodora Studyty. 1 października 1939 otrzymał święcenia diakonatu, a 29 października tego roku prezbiteriatu (oba z rąk arcybiskupa lwowsko-halicko-kamienieckiego Andrzeja Szeptyckiego OSBM) i został kapłanem swojego zakonu.
W 1951 został archimandrytą Ławry Uniowskiej, którym pozostał do śmierci. W okresie sprawowania przez niego tej funkcji klasztor nie działał.
W lutym 1972 potajemnie przyjął sakrę biskupią z rąk biskupa pomocniczego archidiecezji lwowsko-halicko-kamienieckiej bł. Wasyla Wełyczkowskiego CSsR. Nie otrzymał biskupstwa tytularnego.
Urząd biskupi pełnił do śmierci 8 listopada 1982.